# Veliko Črnelo
Veliko Črnelo este o localitate din comuna Ivančna Gorica, Slovenia, cu o populație de 73 de locuitori.